# حزمة بيانات
حزمة البيانات، (بالإنجليزية: data pack)‏، وهي وحدة بيانات، يتم إرسالها عبر الإنترنت، حيث تنتقل عبر مسار شبكة معينٍ، حيث تُستخدم حزم البيانات في عمليات إرسال بروتوكول الإنترنت (IP) للبيانات التي تتنقل على الويب، وفي أنواع الشبكات الأخرى.[بحاجة لمصدر]
فعندما نريد مثلا إرسال صورة عبر اتصال إنترنت، يمكن أن يكون ذلك من خلال أي تطبيق للرسائل كالواتساب، والماسنجر وغيره. ولإرسال الصورة، يتم تقسيمها إلى أجزاءٍ صغيرةٍ لإرسالها عبر اتصال إنترنت. كل قطعةٍ من الصورة عبارةً عن حزمة، ثم يتم إرسال الحزم عبر اتصال إنترنت، ويتم تجميعها في الطرف المستلم من الإرسال، وسوف يقوم جهاز الاستقبال بعد ذلك بعرض الصورة المرسلة.. وتحتوي حزمة البيانات، على أجزاءٍ أخرى إلى جانب البيانات الأولية التي تحتوي عليها، والتي يشار إليها غالبًا باسم الحمولة.

## الحزمة الحقيقية
حزمة البيانات، تسمى أيضاً الحزمة الحقيقية (fact pack)، وهي قاعدة بيانات مسبقة الصنع، يمكن تغذيتها بالبرامج، عن طريق وكلاء البرمجيات، و Internet bots أو chatterbots، لتعليم المعلومات والحقائق ، التي يمكن أن تطلع عليها في وقت لاحق.
قد تشمل حزم البيانات المعروفة أوائل الألفاظ، المختصرات، والقواميس، والمعاجم، والبيانات الفنية، مثل رموز البلد، المراجع، ملحقات اسم الملف، وأرقام منافذ TCP و UDP.
قد تأتي حزم البيانات على أشكال CSV و SQL التي يمكن بسهولة تحليلها أو استيرادها إلى نظام إدارة قواعد البيانات. قد تتكون قاعدة البيانات من زوج المفاتيح ذات قيمة، مثل لائحة الجمعيات.

## بنية حزمة البيانات
يعتمد هيكل الحزمة، على نوع الحزمة الموجودة على البروتوكول عادةً، حيث تحتوي الحزمة على (رأس، وحمولة).
يحتفظ الرأس، بمعلومات عامة حول الحزمة، والخدمة، والبيانات الأخرى المرتبطة بالإرسال. على سبيل المثال، يتطلب نقل البيانات عبر الإنترنت تقسيم البيانات إلى حزم IP، والتي يتم تحديدها في بروتوكول الإنترنت (IP)، وتتضمن رزمة IP ما يلي:
- عنوان IP المصدر، وهو عنوان IP الخاص بالجهاز الذي يرسل البيانات.
- عنوان IP للوجهة، وهو الجهاز أو الجهاز الذي يتم إرسال البيانات إليه.
- رقم التسلسل الخاص بالحزم، وهو رقمٌ يضع الحزم بالترتيب بحيث يتم إعادة تجميعها بطريقةٍ تعيد البيانات الأصلية تمامًا كما كانت قبل الإرسال.
- نوع الخدمة.
- الأعلام.بعض البيانات الفنية الأخرى.

الحمولة، التي تمثل الجزء الأكبر من الرزمة (كل ما سبق يعتبر بمثابة زيادة في الحمل)، وهي في الواقع البيانات التي يجري نقلها.

## مثال
| المفتاح | القيمة                   |
| ------- | ------------------------ |
| CPU     | Central processing unit  |
| GPU     | Graphics processing unit |
| GUI     | Graphical user interface |
| RAM     | Random-access memory     |

```
Denmark	Copenhagen
England	London
Finland	Helsinki
France	Paris
Germany	Berlin
Italy	Rome
Norway	Oslo
Russia	Moscow
Spain	Madrid
Sweden	Stockholm
```

```
SELECT
 
capital
 
FROM
 
countries
 
WHERE
 
country
=
'Sweden'

```

## أهمية حزم البيانات
حزم البيانات، هي الأساس لنقل البيانات عبر الإنترنت، فمن المهم أن نفهم تأثيرها على الإنترنت، [بحاجة لمصدر] حيث تكمن أهميتها في سرعات التحميل، وسرعة الإنترنت وغيرها الكثير التي تبدأ بنقل حزمة البيانات.
كما تعتبر حزم البيانات مهمةً لعرض النطاق الترددي، ووقت استجابة الشبكة، وازدحام الشبكة، وفقدان الحزمة، والتقطع.
1. التأثير على عرض النطاق الترددي ( Bandwidth) : هو مدى حجم تدفقٍ معينٍ للإنترنت. هذه هي الطريقة التي يعلن بها مزود خدمة الإنترنت (ISP) عن سرعة الإنترنت فاستخدم نطاق عريض التردد سيمكنك من استخدام الإنترنت أسرع بكثير من ما إذا كان النطاق منخفض التردد،.
2. التأثير على وقت استجابة الشبكة: وقت استجابة الشبكة هو عبارة عن السرعة التي تنتقل بها حزم البيانات عبر شبكة الإنترنت أو أي شبكة أخرى. يتم تسجيل وقت استجابة الشبكة كوقت الذهاب والإياب لرحلة من نقطةٍ إلى نقطة أخرى. لذلك فإن الوقت الذي ستستغرقه الحزمة هو نصف ذلك الوقت.
3. التأثير على ازدحام الشبكة:  يحدث الازدحام مع حزم البيانات في العديد من الحالات فعندما تحاول العديد من حزم البيانات الكثيرة التدفق والتحرُّك مرة واحدٍ ففي هذه الحالة سيحدث ازدحام بين هذه الحزم. هناك العديد من أسباب ازدحام الشبكة، كما أنّ عرض النطاق الترددي غير الكافي يؤثر سلباً ويؤدي إلى ازدحامٍ اصطناعيٍّ من مزود خدمة الإنترنت.
4. التأثير على فقدان الحزمة: فقدان البيانات أثناء الإرسالها هو فقدان الحزمة. هذا يحدث كما ذكرنا في هذا المقال عندما تكون حزم البيانات مفقودةً خلال الإرسال.
5. التأثير على التقطع: تشارك حزم البيانات في التقطع، وهو النقل غير المنتظم لحزم البيانات على الشبكة، وهذا يخلق الارتباك لأجهزة الإرسال والاستلام، وسوف ينتج عنه فقدان الحزم وازدحام الشبكة.
6. التأثير على متصفح الويب الخاص بك: يتم استخدام متصفح الويب لاستقبال الحزم وتجميعها في صفحات الويب التي تعرضها على جهاز المستخدم.
7. يمكن لمستعرض الويب معالجة من 4 إلى 8 من حزم البيانات في الوقت الواحد. كما يؤثر هذا على معدل تحميل صفحة الويب، لذا للعديد من الحزم التي يمكن معالجتها في وقت واحدٍ، يتم تحميل صفحة الويب هذه بصورة أسرع.

## وصلات خارجية
- DarkBot @ SourceForge
- دليل لحزم البيانات